# Скаутинг у Польщі (1956—1979)

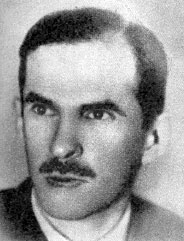
Александр Камінський – голова Вищої скаутської ради СПС в 1956-1958 роках, залишив посаду у зв'язку із збільшенням підпорядкування СПС комуністичній партії.

## Хронологія
- 1956 р. — Скаутська організація Польського Союзу Молоді трансформувалася (декларативно) в Скаутську Організацію Народної Польщі (СОНП).
- 4 грудня 1956 р. — Відновлено в Кракові Польську асоціацію скаутів. Наступного дня відбулася зустріч відновленого командування хоругви, водночас офіційно поінформовано Міністерство освіти про відновлення організації. Поновлення було підтверджено в реєстрі об'єднань, згідно з яким СПС — Союз польського скаутингу (пол. ZHP — Związek Harcerstwa Polskiego) як і раніше фігурував як існуюча асоціація, хоча і з призупиненою діяльністю.
- 8-10 грудня 1956 р. — Національна рада активістів СОНП в Лодзі, що перетворилася на Національний конгрес активістів скаутів. Прибули сюди дві групи інструкторів ССП, які представляли колишні Сірі шеренги, а також активізували діяльність СПС із низів (Краків, Варшава, Познань). За відродження скаутів боролась Група інструкторів-скаутів (наприклад, Александр Камінський, Станіслав Броневський, Ян Россман, Маріан Верзьбьянський). У той же час колишні активісти Організації скаутів (у тому числі Яцек Куронь) створили рух вольтерських дружин. Незважаючи на все ще діючий Статут СПС довоєнних років, і все ще актуальних записів у реєстр об'єднань вищої користі, цю раду названо Лодзинським з'їздом, а отриманий компроміс з владою режиму називався резолюціями. Укладений компроміс дозволив відновленому 4 грудня Союзу польського скаутингу відротитися разом з традиціями, уніформою та скаутськими символами (хрест, лілія тощо). Першою головою була обрана Зофія Закревська. Однак лише 1959 року уряд Польської Народної Республіки, застосовуючи положення довоєнного закону про об'єднання вищої користі, змінив записи в реєстрах, видавши новий статут і офіційно визнавши нові органи влади.
- 1957 р. — створена скаутська радіостанція.
- 1958 р. — створено Невтоптаний шлях.
- 1958 р. — засновано скаутське видавництво "Горизонти".
- 1958-1959 рр. — багато викладачів Сірої шеренги залишили Союз польського скаутингу. Олександр Камінський подав у відставку з посади голови Вищої скаутської ради СПС і одночасно закликав «йти працювати на команди». Це дало початок роздвоєнню всередині СПС — створило, з одного боку, організацію «партійного апарату», а з іншого, організацію соціальних інструкторів, що працюють у відповідності з справжніми ідеалами скаутингу і що часто потерпали від переслідувань.
- 1960 р. — Польська асоціація скаутів організувала першу Грунвальдську зустріч, метою якої було відзначення 550-річчя Грюнвальдської битви.
- 1961 р. — в Хоругві Катовіцькій СПС розпочалась акція "Замоніт" на Краківсько-Ченстоховській височині.

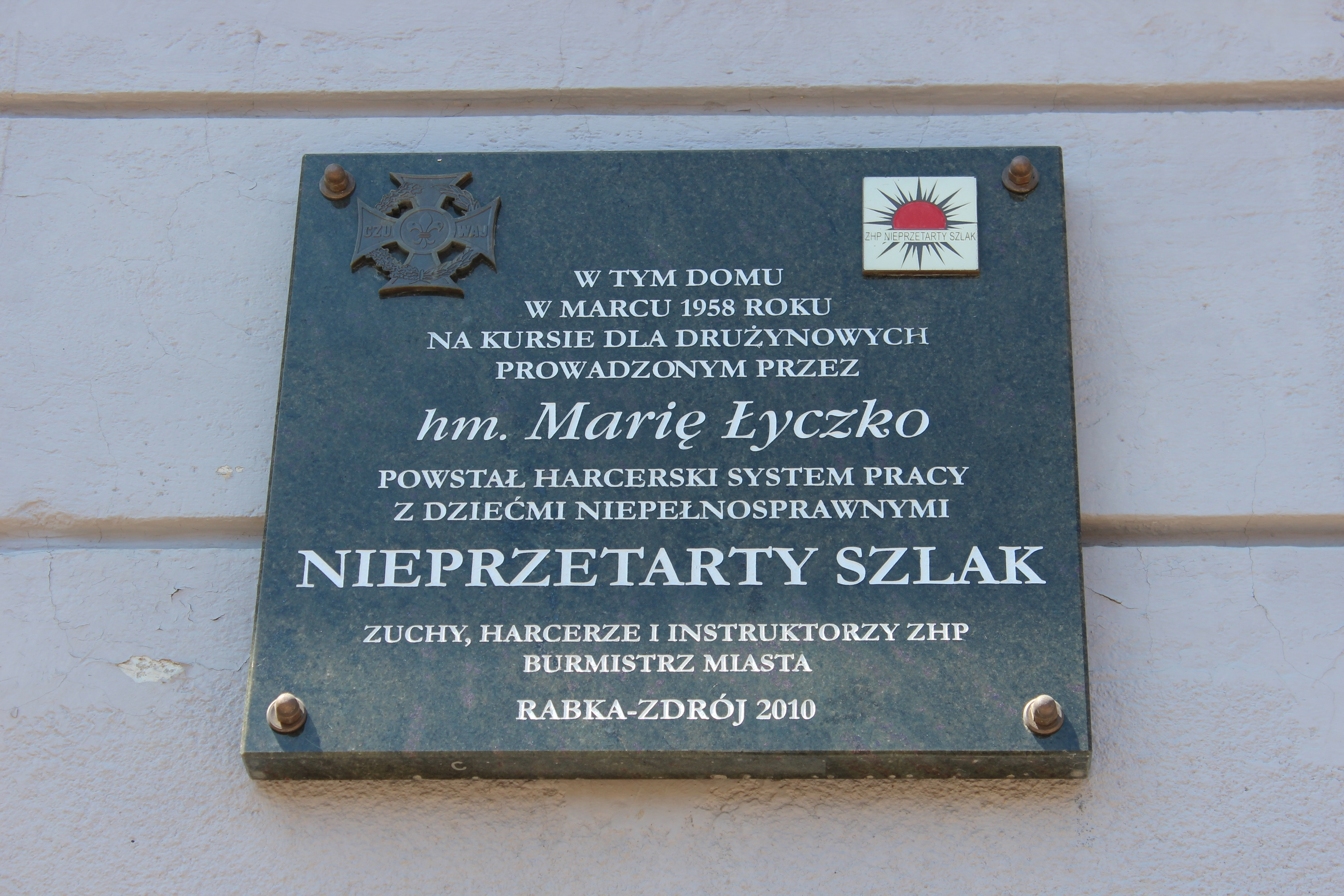
Таблиця що увіковічнює події повстання Невтоптаного шляху (у верхньому правому куті відзнака "НШ")

- 1965 р. — відкрито щорічні алерти начальників СПС — центральні програмні акції, під час яких завдання виконувалися одночасно всіма скаутськими підрозділами.
- 1967-1973 рр. — Реалізація Союзом польських скаутів акції «Операція 1001-Фромборк», пов'язаної з реконструкцією міста Фромборк та відзначення 500-річчя від дня народження Миколая Коперника.
- 1968 р. — Союз польських скаутів отримав бойовий прапор.
- 1973 р. — Польська Асоціація Скаутів була нагороджена Орденом штандару праці.
- 1973 р. — виникла Служба Скаутів Соціалістичній Польщі, була створена як пропозиція програми скаутингу в середніх школах — поруч із старшим скаутингом в СПС, основаному на спеціальностях та молодіжних кругах інструкторів. Команди СССП були одягнені в скаутські блузи спеціального крою, червоні стібки і берети (колір залежав від спеціальності). У багатьох містах команди старої школи ніколи не надягали ці форми, втікаючи від СССП до молодіжних інструкторських груп та спеціальних команд. Туристична спеціальність стала найпопулярнішою, як найбільш «ємною» методично. Це була пасивна і ефективна форма протесту. Втечею від СССП були також численні «методичні експерименти», в яких використовувалися традиційні методи скаутської роботи. Працювали в цьому напрямку міські хуфці (організаційна одиниці в скаутських організаціях) в місті Кракові, а також ряд середовищ у Варшаві, Гданську, Лодзі, Вроцлаві та інших містах, мали на меті створити основу для майбутніх змін, що призведуть до рухів поновлення СПС.
- Червень 1973 р. — виникла Федерація Соціалістичних Союзів Польської Молоді (ФССПМ), до якої увійшли всі існуючі тодішні молодіжні організації, включаючи Союз скаутів Польщі.
- 1974-1984 рр. — Реалізація через Союз польського скаутингу акції «Операція Бєщади '40», пов'язаної з відбудовою Бещад.

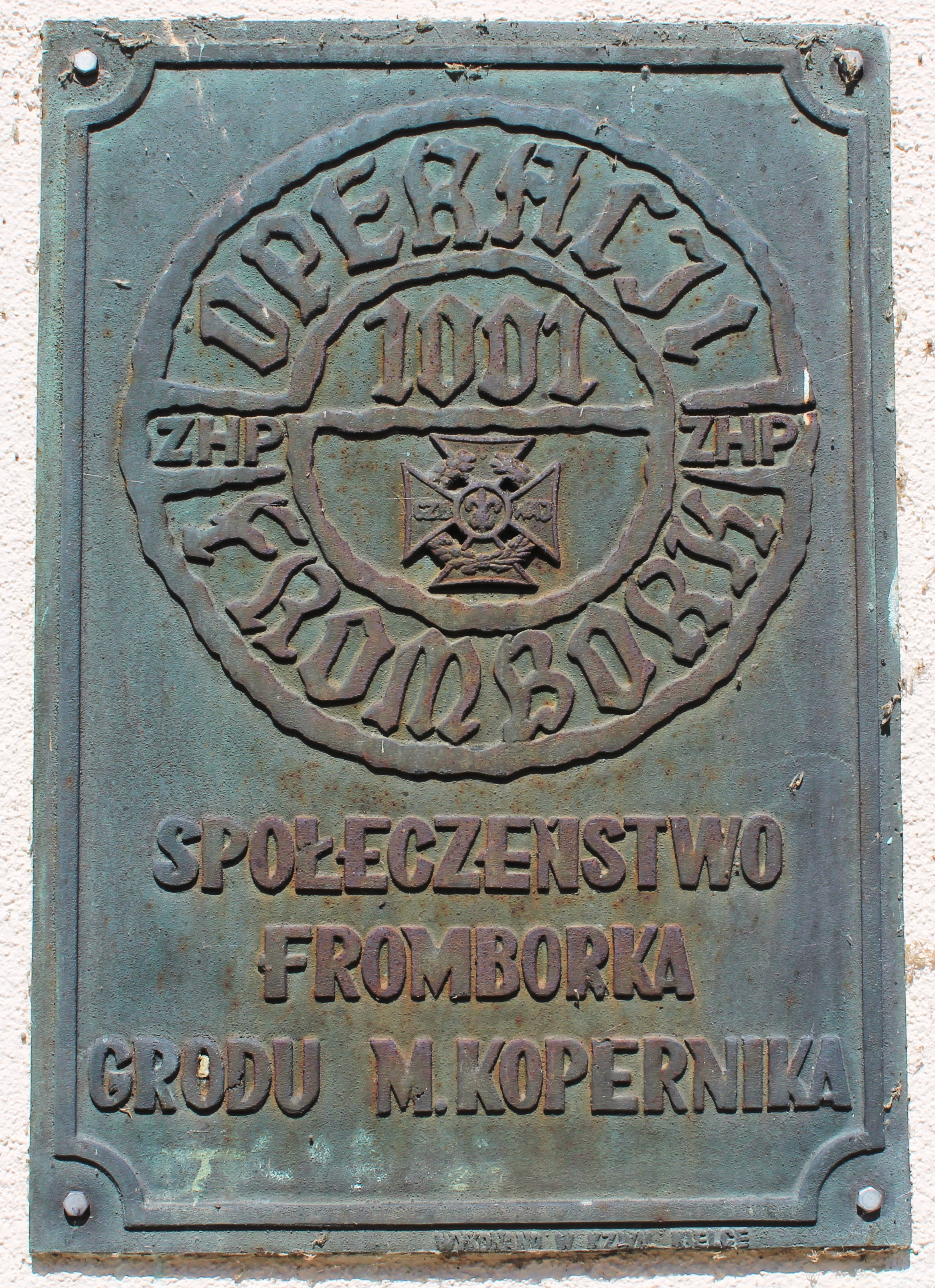
Пам'ятна таблиця у Фромборку, що увіковічнює Операцію 1001-Фромборк

- Пам'ятна таблиця у Фромборку, що увіковічнює Операцію 1001-Фромборк2-10 червня 1979 р. — I-ше Паломництво папи Івана Павла II до Польщі. Багато скаутів і інструкторів брали участь у Білій службі, індивідуально або напіворганізовано, хоч поки й без уніформ. Один з краківських щіпок - Біла щіпка Станіслава Чарнецького — попри спротив команди хоругви щодо служби в уніформі, служила в пантерках з нашитою лілією і знаком щіпки.